# Ellund Skov
Ellund Skov (ty. Ellunder Wald) er et ca. 33 ha stor skovområde beliggende syd for landsbyen Ellund tæt på den dansk-tyske grænse og byen Flensborg i det nordlige Sydslesvig. I administrativ henseende høer skoven under Hanved kommune i Slesvig-Flensborg kreds i den nordtyske delstat Slesvig-Holsten. I den danske tid hørte området under Hanved Sogn (Vis Herred, Flensborg Amt). 
Ellund Skov er en relativ ung skov, der er (gen)plantet som led i jordfordelingen i årene efter 2. verdenskrig. Målet var at omdanne landbrugsområder med lavt udbytte på den sandede gest til skov. Skoven er opbygget af bevoksninger med lærk, rødgran, eg, bøg, nordmannsgran og m. fl. Den består af mange levesteder (habitater), som dermed fremmer grundlaget for øget biodiversitet. 